# Hoita
Hoita é um género botânico pertencente à família Fabaceae.

## Espécies
- Hoita macrostachya
- Hoita orbicularis
- Hoita strobilina